# Фульда (річка)
Фульда (нім. Fulda) — річка в центральній Німеччині. Тече переважно федеральною землею Гессен, в нижній течії також федеральною землею Нижня Саксонія.
Довжина Фульди — 218 км, річка судноплавна протягом 109 км. Фульда — один з витоків річки Везер, яка впадає у Північне море. Фульда бере початок біля підніжжя гори Вассеркуппе в горах Верхній Рен. Має притоки Шлітц, Йосса та Едер. У міста Ганновер-Мюнден (земля Нижня Саксонія), з'єднавшись з річкою Верра, утворює Везер.
Міста, розташовані на берегах Фульда: Кассель, Фульда, Бад-Герсфельд, Ротенбург, Мельзунген, Бебра, Ганновер-Мюнден.